# Henriëtte Weersing
Henriëtte Weersing (Winschoten, 11 oktober 1965) is een voormalige Nederlandse volleybalspeler. Ze vertegenwoordigde Nederland vanaf 1992 op twee achtereenvolgende Olympische Spelen. Haar rol in het veld was aanvalster/diagonaalspeelster.
Op 6-jarige leeftijd begon ze met gymnastiek en beoefende deze sport ook op wedstrijdniveau. Op 16-jarige leeftijd stapte ze vanwege een vriendinnetje over op het volleybal. Weersing was aanvoerder van het Nederlandse volleybalteam dat een gouden medaille won op het EK 1995. In de finale werd Kroatië verslagen met 3-0. Op de Olympische Spelen van 1996 in Atlanta behaalde ze een vijfde plaats en vier jaar later werd ze met het Nederlands team zesde.
Hierna werd ze manager van de Italiaanse topclub Jesi.

## Titels
- 6 Nederlandse landskampioenschappen (Avéro Sneek 1985-' 86,' 86-' 87,' 87-' 88,' 88-' 89,' 89-' 90,' 90-' 91)
- 5 Nederlandse bekers (Avéro Sneek 1985-' 86,' 86-' 87,' 87-' 88,' 88-' 89,' 89-' 90)
- 1 Europacup 1 (voor landskampioenen) met Teodora Ravenna 1991-1992
- 1 Wereldkampioenschap voor clubs met Il Messaggero Ravenna 1992-1993
- 3 Europacups 2 (voor bekerwinnaars) met Anthesis Modena 1994-' 95,' 95-' 96,96-' 97
- 1 Europese supercup met Anthesis Modena
- 1 Italiaanse supercup met Foppapedretti Bergamo 1997-1998
- 1 Italiaanse beker met Foppapedretti Bergamo 1997-1998
- 1 Italiaans landkampioenschap met Foppapedretti Bergamo 1997-1998
- 1 Europacup 3 met Inn Napoli 1998-1999

## Prijzen en onderscheidingen
- Beste speelster van Nederland in 1989
- Beste aanvalster Europacup 1 finale (Zagreb) in 1990
- Beste speelster Europacup 1 finale (Ravenna) in 1991
- Beste aanvalster wereldkampioenschappen voor clubs (Jesi/Italië) in 1992
- Trofee "Gazetta dello Sport" (2 keer)
- Beste speelster competitie Italië 1991-92 /1995-96
- Beste speelster All star game (Vincenza) 1997
- Beste scorer kampioenschap Italië 1997- 1998
- Beste speelster Italië volgens trainersreferendum 1997- 1998
- Beste aanvalster Worldchallenge cup (Cádiz/Spanje) 1989
- Beste aanvalster Europese kampioenschappen (Rome/Italië) 1991
- Beste serveerster Olympische Spelen (Atlanta/USA) 1996

## Clubs
- BRC Winschoten (1980-85)
- Avero Sneek (1985-90)
- Olimpia Teodora Ravenna (1991-93)
- Volley Modena (1993-97)
- Volley Club Bergamo (1997/98)
- Centro Ester Napoli (1998/99)
- Volley Vicenza (1999/2000)
- Teodora Ravenna (2000/2001)
- Vini Monteschiavo Jesi (2001/2001)
- Cerdisa Reggio Emilia (2002/2003)
- Hotel Cantur Las Palmas - Spanje (2003/2004)

## Palmares

### Volleybal
- 1989:  Wereldbeker in Cádiz
- 1991:  EK in Rome
- 1992: 6e Olympische Spelen van Barcelona
- 1995:  EK in Arnhem
- 1996: 5e Olympische Spelen van Atlanta